# Мости
Мости (на беларуски: Масты; на руски: Мосты) е град в Беларус, административен център на Мостовски район, Гродненска област. Населението на града е 15 838 души (по приблизителна оценка от 1 януари 2018 г.).

## История
През 1955 година селището получава статут на град.